# Fosfonio

Struttura generale di sale fosfonio organico

Il catione fosfonio (anche detto fosfanio) è un catione poliatomico con la formula chimica PR+4 in chimica organica, mentre PH+4 in chimica inorganica. Il catione fosfonio inorganico (PH+4) viene ottenuto per protonazione dell'idruro fosfina:
{\displaystyle {\ce {PH3\ +\ H^{+}->PH4^{+}}}}
Molti cationi organici del fosfonio quaternari (PR+4) sono prodotti per alchilazione delle organofosfine. Ad esempio, la reazione di trifenilfosfina con ioduro di metile produce ioduro metiltrifenilfosfonio, precursore di un reagente di Wittig:
{\displaystyle {\ce {PPh3\ +\ CH3I->CH3PPh3^{+}I^{-}}}}
Un altro catione organico è il tetrafenilfosfonio (PPh+4), che è un agente precipitante comune, analogo ai sali di ammonio quaternari utilizzati in catalisi per trasferimento di fase.

## Sali di fosfonio
Un sale di fosfonio è un composto contenente sia il catione fosfonio (PH4+), ad esempio lo ioduro di fosfonio 
(PH4+I−) o, comunemente, un composto organico come i sali quaternari
cloruro di tetrafenilfosfonio, (C6H5)4P+ Cl− e lo ioduro di tetrametilfosfonio, 
[P(CH3)4]+I−. 
I sali di PH+4 non sono comuni, ma tale ione è intermedio nel preparare composti organici importanti come il
cloruro di tetrakis(idrossimetil)fosfonio:
{\displaystyle {\ce {PH3\ +\ HCl\ +\ 4CH2O->P(CH2OH)4^{+}Cl^{-}}}}
I sali di fosfonio organici sono, come gli omologhi dell'azoto, molto stabili e sono reagenti comuni in laboratorio. Quelli con un legame P–H sono prodotti dalla protonazione di una fosfina:
{\displaystyle {\ce {PR3\ +\ H^{+}->HPR3^{+}}}}
Più in generale vengono preparati dalle organofosfine, come già accennato, facendole reagire con alogenuri alchilici o arilici. Per gli alogenuri arilici è necessario un catalizzatore, ad esempio  NiCl2:
{\displaystyle {\ce {PR3\ +\ R'X->R3PR'^{+}X^{-}}}}

### Utilizzo per preparare un reagente di Wittig
I sali di alchiltrifenilfosfonio sono ampiamente usati per la preparazione di reagenti di Wittig per la reazione di Wittig. Tali sali sono facilmente prodotti dalla reazione di trifenilfosfina con un alchil alogenuro:

Nota che Ph significa gruppo fenile e X significa un elemento alogeno
Tale reazione rende bene se il gruppo alchile è il metile o un gruppo primario alchilico senza impedimenti (come mostrato), ma di solito rende poco con alchilalogenuri secondari. I gruppi alchilici terziari non possono formare iluri. Il sale di fosfonio è un composto stabile che spesso viene purificato con ricristallizzazione da etanolo.
Per formare il reagente di Wittig (un iluro), il sale di fosfonio è sospeso in un solvente come l'etere dietilico o il THF e si deve aggiungere una base forte come il fenillitio o l'n-butillitio.

### Sintesi dell'acetato di fosfonio
Uno studio dimostra l'uso di alcool benzilico come materiale di partenza per la sintesi di acetato di fosfonio a condizione che l'arene porti il gruppo di attivazione:

Nota che la sigla Ac significa acetile, il gruppo estere viene idrolizzato a un fenolo
Il gruppo acetato di fosfonio non interferisce con la successiva reazione di Wittig.

### Alogenuri del fosfonio
Le fosfine (R3P) reagiscono con gli alogeni (X2) formando alogenuri di fosfonio del tipo R3PX2.
Il composto Ph3PBr2 (solido ad alto punto di fusione) che si forma dalla reazione di trifenilfosfina e bromo viene detto 
bromuro di bromotrifenilfosfonio o dibromotrifenilfosforano e viene usato nella reazione di Kirsanov. Il dibromuro e il dicloruro sono disponibili in commercio come reagenti di alogenazione, per esempio nell'alogenazione degli alcool (simile alla reazione di Appel) e in quella dell'anello fenolo.
Il composto dicloruro trifenilfosfina, Ph3PCl2, è riportato come un composto ionico (PPh3Cl)
+Cl− in soluzione polare e una specie molecolare con geometria molecolare bipiramidale trigonale in soluzione
apolare e nello stato solido.
È stato trovato che i composti ionici tetraedrici del tipo R3PX2 subiscono continuamente una sostituzione nucleofila degenere racemizzante nelle soluzioni polari.